# Troisième gouvernement de l'État espagnol
État espagnol
Franco II Franco IV
Le Troisième gouvernement de l'État espagnol (Tercer gobierno del Estado español) était le Gouvernement de l'Espagne, du 20 mai 1941 au 3 septembre 1942.

## Composition
| Poste                                              | Titulaire                     |
| -------------------------------------------------- | ----------------------------- |
| Président du gouvernement                          | Francisco Franco              |
| Ministres                                          |                               |
| Ministre des Affaires étrangères                   | Ramón Serrano Súñer           |
| Ministre de la Justice                             | Esteban de Bilbao Eguía       |
| Ministre de l'Armée de terre                       | José Enrique Varela           |
| Ministre de l'Armée de l'air                       | Juan Vigón                    |
| Ministre de la Marine                              | Salvador Moreno Fernández     |
| Ministre de l'Industrie et du Commerce             | Demetrio Carceller Segura     |
| Ministre du Gouvernement                           | Valentín Galarza Morante      |
| Ministre des Travaux publics                       | Alfonso Peña Boeuf            |
| Ministre de l'Agriculture                          | Miguel Primo de Rivera        |
| Ministre du Travail                                | José Antonio Girón de Velasco |
| Ministre de l'Éducation                            | José Ibáñez Martín            |
| Ministre des Finances                              | Joaquín Benjumea              |
| Ministre, secrétaire général du Mouvement national | José Luis Arrese              |